# Sister, Sister
Sister, Sister is een Amerikaanse komedieserie die op de Amerikaanse televisie werd uitgezonden van 1994 tot 1999.
Centraal in deze sitcom staan Tia Landry (Tia Mowry) en Tamera Campbell (Tamera Mowry), een tweeling die bij geboorte werd gescheiden en geadopteerd door twee verschillende gezinnen. Veertien jaar later komen ze elkaar toevallig tegen in een winkelcentrum.

## Rolverdeling
| Acteur          | Personage       |
| --------------- | --------------- |
| Tia Mowry       | Tia Landry      |
| Tamera Mowry    | Tamera Campbell |
| RonReaco Lee    | Tyreke          |
| Jackée Harry    | Lisa Landry     |
| Tim Reid        | Ray Campbell    |
| Marques Houston | Roger Evans     |
| Deon Richmond   | Jordan Bennett  |